# Eparchia południowoamerykańska
Eparchia południowoamerykańska – jedna z ośmiu eparchii Rosyjskiego Kościoła Prawosławnego poza granicami Rosji, obejmująca obszar Ameryki Południowej. Jej obecnym zwierzchnikiem jest biskup Caracas Jan (Bērziņš). Funkcję katedry pełni sobór Zmartwychwstania Pańskiego w Buenos Aires.
Eparchia działa od 1948, jej powstanie było związane z pojawieniem się w Ameryce Południowej grupy emigrantów rosyjskich przybyłych tam po II wojnie światowej. Pierwszym biskupem ordynariuszem był Pantelejmon (Rudyk). Pierwotnie obszar Ameryki Południowej był podzielony na cztery odrębne jednostki, jednak z czasem, w miarę spadku liczby duchowieństwa i wiernych, zostały one połączone w jedną. Wiernymi eparchii są przede wszystkim emigranci rosyjscy i ich potomkowie, w mniejszym stopniu emigranci z Serbii i krajów arabskich. W Chile znaczącą grupą są konwertyci narodowości chilijskiej. W praktyce liturgicznej używane są języki: cerkiewnosłowiański oraz hiszpański (w Chile).
Spadek liczby parafii miał miejsce po 2007, gdy część parafii odmówiła uznania ważności aktu o jedności Rosyjskiego Kościoła Prawosławnego poza granicami Rosji z Rosyjskim Kościołem Prawosławnym, ogłaszając swoim zwierzchnikiem metropolitę Agatangela (Paszkowskiego), następnie pozbawionego stanu duchownego za nieposłuszeństwo wobec własnej hierarchii.

## Parafie eparchii
W Argentynie
- Parafia Zmartwychwstania Pańskiego w Buenos Aires
- Parafia Trójcy Świętej w Buenos Aires

W Brazylii:
- Parafia Opieki Matki Bożej w Rio de Janeiro

W Wenezueli:
- Parafia Świętych Piotra i Pawła w Maracay
- Parafia Ikony Matki Bożej „Znak” w Valencii

W Paragwaju:
- Parafia Opieki Matki Bożej w Asunción
- Parafia św. Mikołaja w Encarnación

W Urugwaju:
- Parafia Zmartwychwstania Pańskiego w Montevideo

W Chile:
- Parafia Trójcy Świętej i Kazańskiej Ikony Matki Bożej w Santiago